# Лапійчук Сергій Петрович
Сергі́й Петро́вич Лапійчу́к (* 1995) — молодший сержант запасу Збройних сил України, учасник російсько-української війни.

## Життєпис
Народився 1995 року в селі Грудки (Камінь-Каширський район; Волинська область). Закінчив 9 класів Грудківської ЗОШ, в Камінь-Каширському ВПУ здобув освіту оператора комп'ютерного набору. 2013 року вступив на історичний факультет ДВНЗ «Переяслав-Хмельницький державний педагогічний університет імені Григорія Сковороди».
У часі війни добровільно пішов захищати Батьківщину, хоча ніколи до цього не мав справи зі зброєю. Записався до ДУК «Правий сектор», проходив підготовку в таборі «Десна». У червні 2014 року їх перевели до Дніпропетровської бази. Звідти вирушили до 40-го батальйону «Кривбас», що базувався біля Старобешевого.
Пройшов бої за Іловайськ, Старобешеве, Благодатне, Амвросіївку. Батьки Ніна і Петро Лапійчуки й не знали, що син воює. Зібравшись із духом, зізнався, що перебуває під Амвросіївкою. Батьки кілька днів не телефонували, мабуть, обдумували, а потім мама попросила: «Синку, негайно їдь додому». Сергій її не послухав.
1 вересня 2014 року відбулася ротація, Сергій Лапійчук відвідав свою домівку. З жовтня 2014-го став бійцем 37-го батальйону. На Новий рік мав відпустку, після закінчення зимової сесії відразу ж повернувся під Маріуполь.
Станом на грудень 2015 року — студент третього курсу історичного факультету Переяслав-Хмельницького педагогічного університету.

## Нагороди та вшанування
- Указом Президента України № 897/2019 від 11 грудня 2019 року за «особисті заслуги у зміцненні обороноздатності Української держави, мужність і самовіддані дії, виявлені у захисті державного суверенітету та територіальної цілісності України, зразкове виконання військового обов'язку» нагороджений орденом За мужність III ступеня[1].